# Юри Морозов
Юрий Йонович Морозов е руски корпоративен директор и от юни 2005 г. премиер на Южна Осетия – автономна област в Грузия, самопровъзгласила се за независима.

## Биография
Преди да стане премиер, Юрий Морозов е финансов директор на нефтената компания „Курская“ в Курск, Русия.
За първи път посещава Южна Осетия през 2005 г., когато е предложен от южноосетинския президент Едуард Кокойти за премиер. Кокойти аргументира своето решение с довода, че Морозов не е въвлечен в ширещата се в региона корупция. На 4 юли 2005 г. Морозов е избран за премиер на Южна Осетия от нейния парламент в столицата гр. Цхинвали.
Като основна задача в своето управление Морозов сочи превличането на руски инвестиции в Южна Осетия, както и по-дълбоко икономическо и политическо сътрудничество със Северна Осетия. Първото си посещение зад граница Морозов прави във Владикавказ, Северен Кавказ през август 2005 г.
Същевременно грузинското правителство остро критикува назначаването на Морозов за премиер на де юре принадлежащата към Грузия област, като обвинява Москва в намесата във вътрешните работи и опит за тотален контрол на Южна Осетия от страна на Русия.
Той остава начело на правителството на непризнатата република до избухването на Руско-грузинска война през 2008 г., когато цялото правителство е уволнено от президента Едуард Кокойти за неефективно изпълнение на задачите му..